# 25 (албум)
Вижте пояснителната страница за други значения на 25.
„25“ е третият студиен албум на британската певица Адел, издаден на музикалния пазар на 20 ноември 2015 г. от лейбълите Екс Ел Рекордингс и Кълъмбия Рекърдс. Първият сингъл „Hello“ е пуснат на пазара на 23 октомври 2015 г.

## Списък с песните

### Оригинален траклист
1. Hello
2. Send My Love (To Your New Lover)
3. I Miss You
4. When We Were Young
5. Remedy
6. Water Under the Bridge
7. River Lea
8. Love in the Dark
9. Million Years Ago
10. All I Ask
11. Sweetest Devotion

### Target и японско издание
1. Can't Let Go
2. Lay Me Down
3. Why Do You Love Me